# Kano Junio Níger
Kano Junio Níger (en latín, Kanus Iunius Niger) fue un senador romano de la primera mitad del siglo II que desarrolló su cursus honorum bajo los imperios de Trajano, Adriano y Antonino Pío.

## Familia
Era hijo de Kano Junio Níger, senador de rango consular que fue gobernador de la provincia de Germania Superior en 118, bajo Trajano.

## Carrera
Su único cargo conocido fue el de consul ordinarius en 138, último año de vida de Adriano y primer año de gobierno de Antonino Pío.